# Spaceballs
Spaceballs (česky uváděno jako Vesmírná tělesa či Války hvězd naruby) je sci-fi parodie, kterou napsal, režíroval a hrál v ní Mel Brooks. Premiéra se konala 13. června 1987. Film měl pouze nízký zisk, ale postupem času se stal kultovním.
Příběh a postavy parodují především Hvězdné války, ale najdeme zde i narážky na Star Trek, Vetřelce, Planetu opic (původní) a řadu dalších populárních (nejen sci-fi) filmů. Scénář byl napsán za pouhých šest měsíců a byl schválen Georgem Lucasem, jakožto fanouškem předchozích Brooksových filmů. Lucasova společnost Industrial Light & Magic (ILM) se také podílela na tvorbě zvláštních efektů.
Mezi lety 2008 a 2009 byl vysílán animovaný seriál navazující na film – Spaceballs: The Animated Series. V roce 2024 také bylo oznámeno filmové pokračování Spaceballs 2 s plánovanou premiérou v roce 2027, přičemž by se měla vrátit většina původního obsazení.

## Děj
Planeta Spaceball, vedená prezidentem Škrobem (Mel Brooks), vyplýtvala všechen svůj vzduch a zoufale se snažíc získat další, se chystá vysát všechen vzduch planety Druidia. Plánují unést druidskou princeznu Vespu (Daphne Zuniga), která se má vdát za narkoleptického prince Vália, který je posledním známým princem v galaxii. Vespa sňatek odmítne, uteče od oltáře a spolu se svou služebnou, droidkou Dot Matrix (Joan Riversová), unikne do vesmíru. Následně na ni zaútočí Spaceball One, vlajková loď flotily Spaceballů, pod velením ďábelského lorda Tmavá Helma.
Vespin otec, král Roland (Dick Van Patten), najme kapitána Lone Stara spolu s jeho nohsledem Barfem aby jeho dceru zachránili. Lone Star dluží peníze gangsterskému šéfovi jménem Pizza Hutt (Dom DeLuise), a tak neváhá a pro princeznu se vydá. Vysvobodí ji z její lodi chycené vlečným paprskem Spaceballů a díky zdžemování senzorů Spaceballu One se jim podaří utéct. Následně však ztroskotají na pouštní planetě Vega. Zde se setkávají s Yogurtem (Mel Brooks), který naučí Lone Stara používat prsten Schwartz. Spaceballům se ale podaří lstí znovu Vespu zajmout. Lone Star s Barfem ji sice znovu vysvobodí, ale až poté, co král Roland vydá přístupový kód k silovému poli obklopujícímu Druidii. Spaceball One se přemění v Obrovskou uklízečku a vysavačem začne vysávat vzduch z Druidie. Lone Star použije prsten Schwartz a proces obrátí, v duelu se světelným mečům podobnými čepelemi prstenů Schwartz porazí lorda Helmu a způsobí zničení Obrovské uklízečky.
Lone Star navrátí princeznu na Druidii a vzhledem k tomu, že Pizza Hutt se ujedl k smrti, zatímco byl zamčen v autě, opouští planetu aniž by si vzal smluvenou odměnu - milión "kosmických dolarů" (spacebucks) - místo toho si vezme pouze peníze na natankování. Krátce poté však zjistí, že je "certifikovaný princ", včas se vrátí na Druidii, přeruší svatbu a Vespu si vezme.

## Obsazení
| Mel Brooks      | Prezident Škrob / Yogurt             |
| John Candy      | Barfolemew (Barf) / Blítislav (Blít) |
| Rick Moranis    | Lord Temná Helma                     |
| Bill Pullman    | Kapitán Lone Starr                   |
| Daphne Zuniga   | Druidská princezna Vespa             |
| George Wyner    | Plukovník Kernel Sandurz             |
| Dick Van Patten | Král Roland, vládce Druidie          |
| Michael Winslow | Obsluha radaru                       |
| Joan Riversová  | Dot Matrix (hlas)                    |
| Lorene Yarnell  | Dot Matrix                           |
| JM J. Bullock   | Princ Válium                         |
| Dom DeLuise     | Pizza Hutt (hlas)                    |
| John Hurt       | Kane (postava z filmu Vetřelec)      |
| Dey Young       | Číšnice                              |
| Joan Cusacková  | Marilyn Monroe ve snu lorda Helmy    |